# 阿尔封斯·都德
阿尔封斯·都德（法語：Alphonse Daudet，1840年5月13日—1897年12月17日），法国寫實派小说家，有自己独特的风格。特别是他的短篇小说，《最后一课》、《柏林之围》等作品都已成为世界文学的珍品。

## 生平
都德生于法国南部普罗旺斯地区的尼姆，是家中第六个孩子。都德父亲是一个丝绸制造商，惨淡的生意和沉重的生活压力迫使他在1849年全家移居里昂，希冀大都市能使自己时来运转。1856年都德结束了在里昂学习，前往塞文山脉一家寄宿学校担任教师谋生。对于年仅16岁的都德，这一位置是非常不合适的。学生不听他的管教，校方也不支持他。1857年11月，都德被迫辞职，辞职几个月间都德仍然心有余悸，觉得出于不受管教的学生中。1858年他为了谋生开始文学创作。最先尝试写诗歌，后来写过剧本，但并不成功。

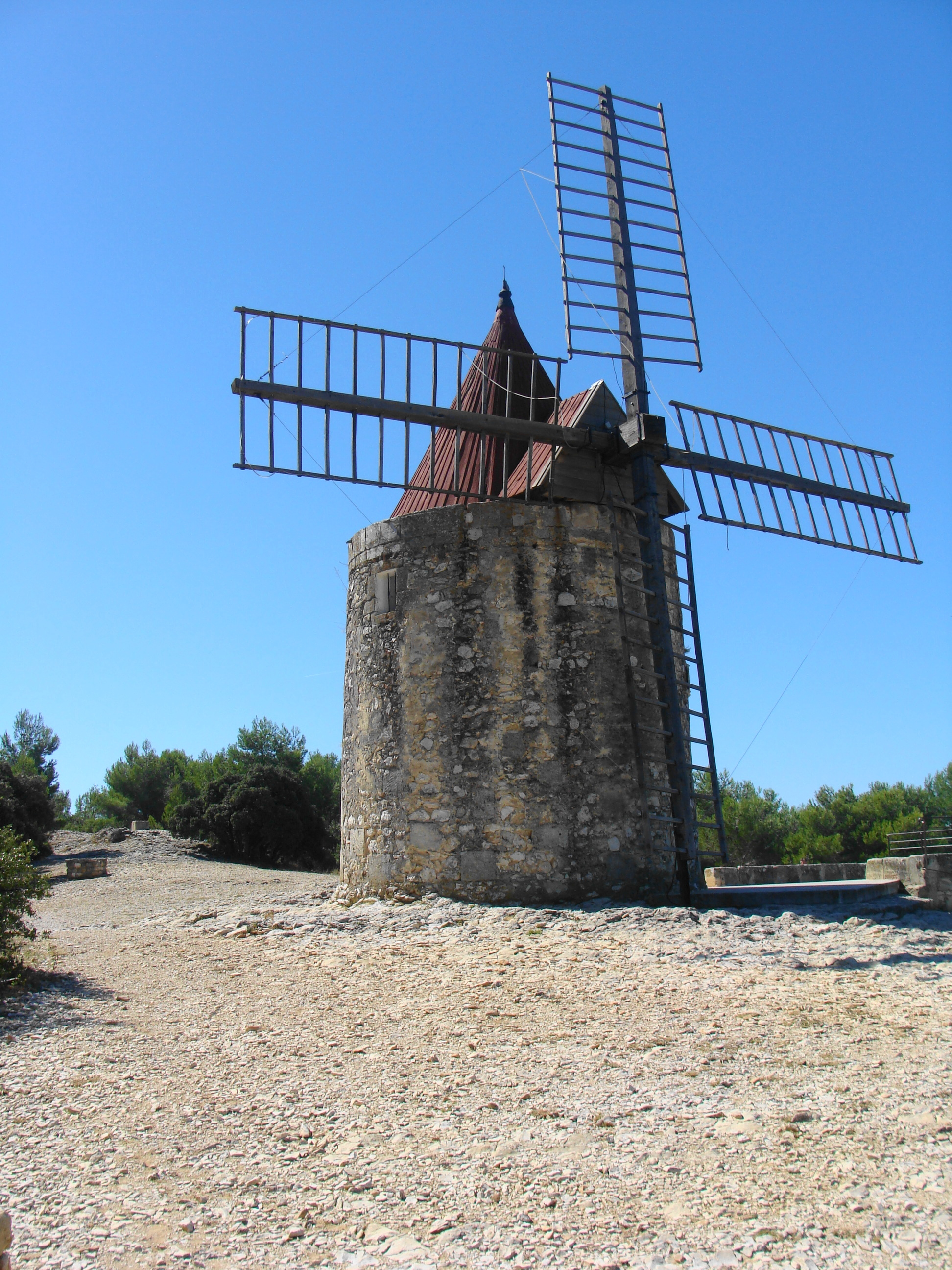
都德的《磨坊书简》描绘的风力磨坊

1868年都德出版长篇小说《小东西》，这是一部半自传体的小说，其中再现了他童年和少年谋生的经历，表现了一个涉世未深青年面对社会的孤独感，对雅克哥哥，邦邦等人物描写极为鲜明。但或许是因为过于忧伤的笔调，使得这部作品在当时不是很受欢迎。1869年都德出版短篇故事集《磨坊书简》，他用朴实而略带伤感的笔调将家乡普罗旺斯的日常生活，风土人情融入其中，受到很多读者欢迎。其中的《此房出售》一篇颇为感人。他还是1904年诺贝尔文学奖获得者弗雷德里克·米斯特拉尔的好友，曾为他写过一篇名叫《诗人米斯特拉尔》的散文，收在《磨坊书简》之中。
1870年普法战争爆发，都德入伍。1873年他发表了《月曜故事集》其中的《柏林之围》通过巴黎被普军攻陷和病人想象的攻占柏林的强烈对比，突出主人公的爱国精神。《最后一课》选取了法国把阿尔萨斯和洛林割让给德国历史背景下的最后一堂法语课，描写的令人感动。除此之外都德还创作了大量长篇小说，其中《达拉斯贡的戴达伦》讽刺了一个自以为英雄盖世的人物，1874年的《小弗洛蒙特和大黎斯雷》让他成为当时最伟大的小说家之一，《不朽者》则讽刺了官方的最高学术机构-法兰西学士院。1897年都德去世，葬入拉雪兹公墓。

## 著作列表
- 《小东西》 (1868)
- 《磨坊书简》 (1869)
- 《达拉斯贡的戴达伦》 (1872)
- 《月曜故事集》 (1873)
- 《艺术家的妻子》 (1874)
- 《Robert Helmont》 (1874; English: Robert Helmont: the Diary of a Recluse (1896))
- 《小弗洛蒙特和大黎斯雷》 (1874)
- 《努马·胡梅斯当》 (1880)
- 《萨福》 (1884)
- 《阿尔卑斯山上的戴达伦》 (1885)
- 《不朽者》 (1888)

### 引用
1. ↑  . 光明网. 2014-03-03. （原始内容存档于2015-01-31）.
2. ↑  Rossiter Johnson. Author's Digest vol.6, 1908, pg. 92 - public domain text copied verbatim with minor corrections for style, clarity and modernizations.

### 书目
- 张英伦 主编，外国名作家传（上），1979年。